# Adalbert Balta
Adalbert Balta, avstrijski general, * 1849, † ?.

## Življenjepis
1. marca 1909 je bil upokojen in bil nato 19. decembra 1910 povišan v naslovnega podmaršala.

## Pregled vojaške kariere
Napredovanja
- generalmajor: 1. november 1906 (z dnem 12. novembrom 1906)
- naslovni podmaršal: 19. december 1910